# Aigrette à gorge blanche

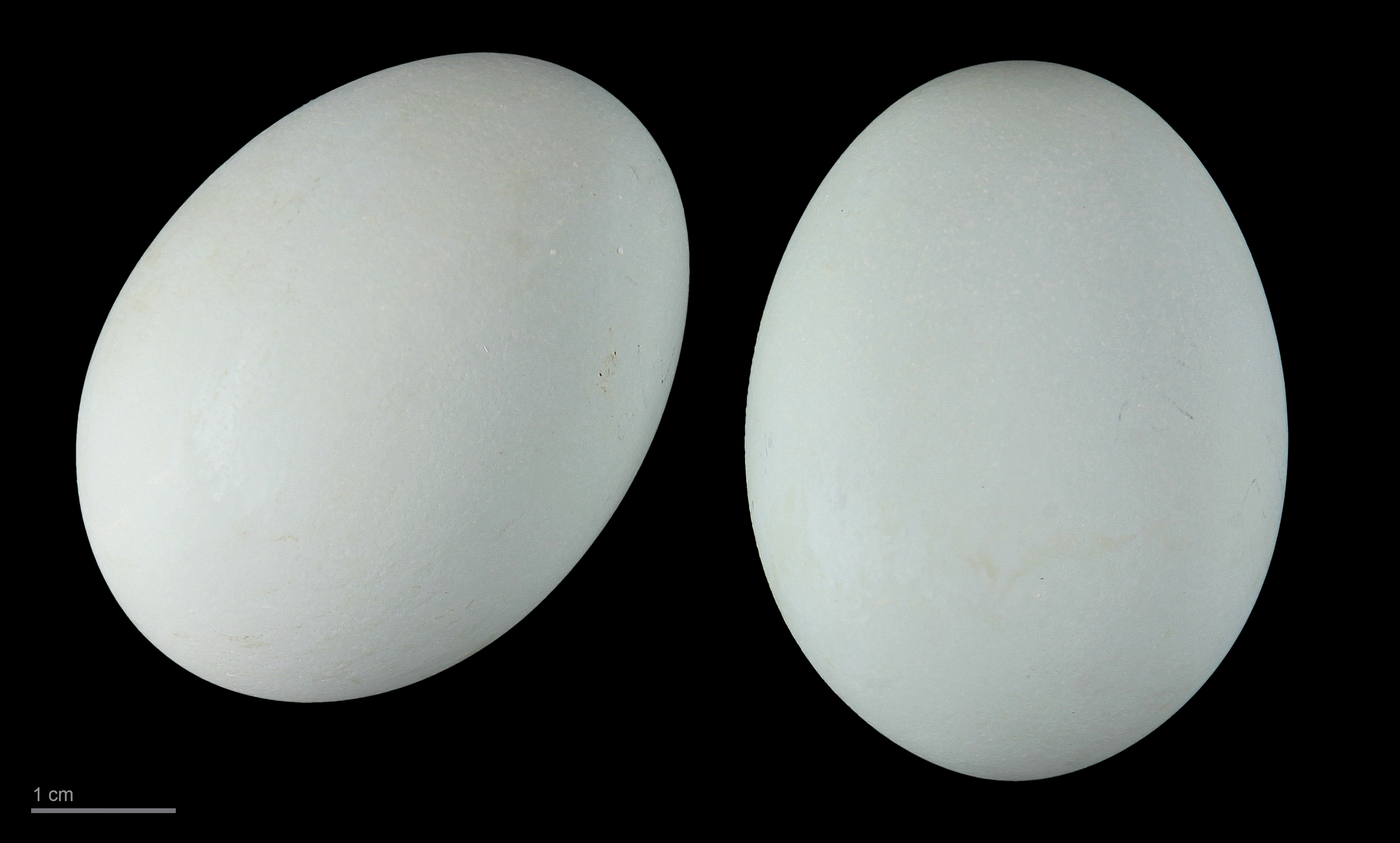
Egretta gularis - MHNT

Egretta gularis
Espèce
Statut de conservation UICN

 LC  : Préoccupation mineure
L'Aigrette à gorge blanche (Egretta gularis), également appelée Aigrette des récifs, est parfois considérée comme une sous-espèce de l'Aigrette garzette. Son bec est toutefois plus épais que chez cette dernière.

## Description

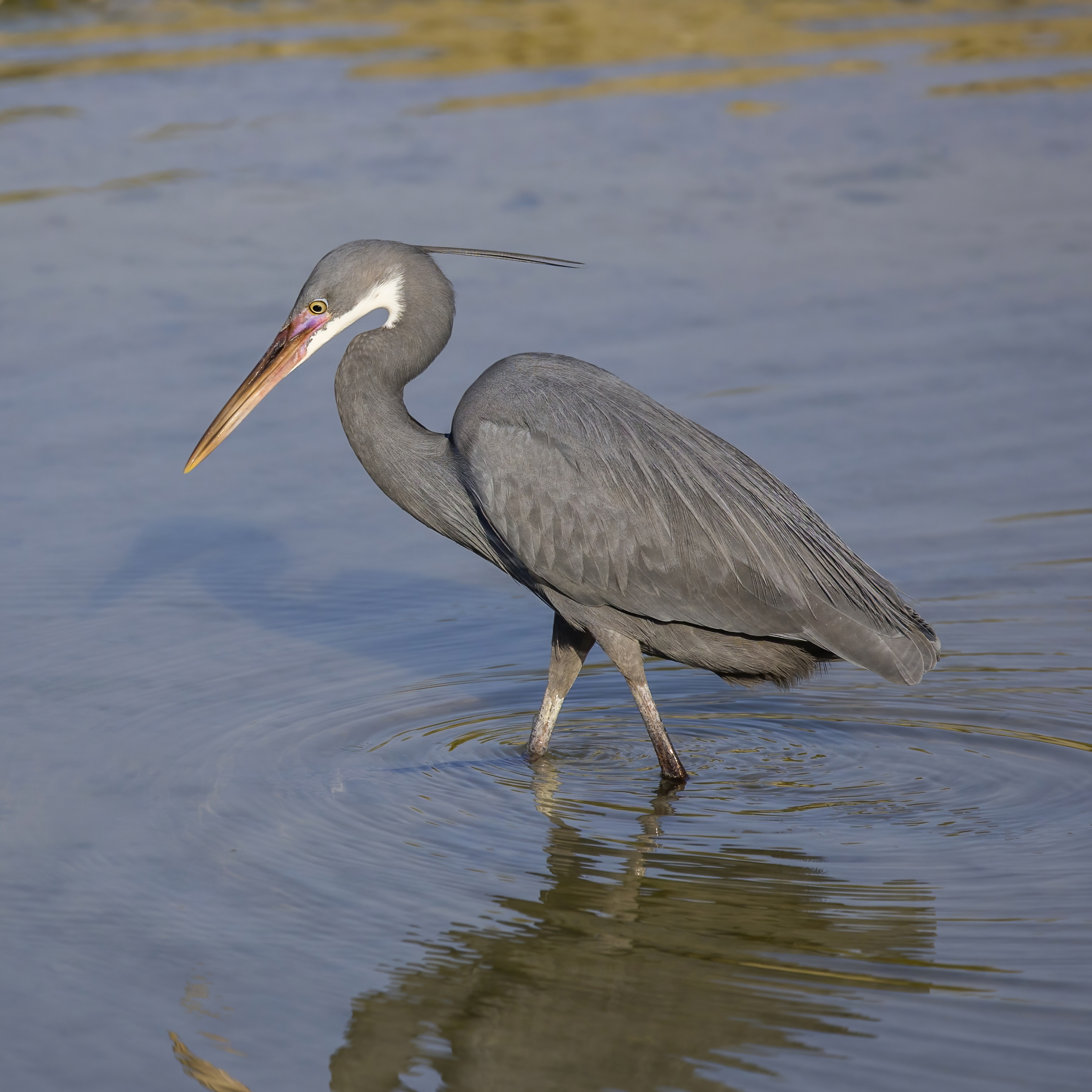
Egretta gularis schistacea, sous-espèce de l'aigrette à gorge blanche, vers l'île de Muharraq dans le Golfe de Bahreïn. Février 2022.

L'Aigrette à gorge blanche est un Ardeidae de taille moyenne (environ 60 cm de longueur pour une envergure de 95 cm). Deux formes de plumage prédominent : une blanche et une gris sombre. Les oiseaux intermédiaires sont réputés rares. C'est la forme blanche qui ressemble fortement à l'Aigrette garzette, mais elle s'en distingue par le fait que son bec est plus épais, et que le bout de ses pattes (avant les pieds) est déjà un mélange de jaune et noir.

## Répartition
Cet oiseau peuple l'Afrique de l'Ouest (de la Mauritanie au Gabon et le Golfe de Guinée), les côtes d'Afrique de l'Est, du Moyen-Orient et la côte de Coromandel.

## Habitat
Cet oiseau fréquente surtout le littoral. Il se reproduit dans les arbres et les buissons, y compris dans les mangroves, mais aussi dans les cavités de falaises et sur les îles.

## Alimentation
Elle se nourrit de petits poissons, de crustacés et de mollusques, mais aussi de criquets, de larves et de vers.

## Sous-espèces
D'après la classification de référence (version 14.1, 2024) de l'Union internationale des ornithologues, l'aigrette à gorge blanche possède 2 sous-espèces (ordre philogénique) :
- Egretta gularis gularis (Bosc, 1792) ;
- Egretta gularis schistacea (Hemprich & Ehrenberg, 1828).

## Philatélie
Timbre de Djibouti 1991, valeur faciale 15 F